# Valley (Adelsgeschlecht)

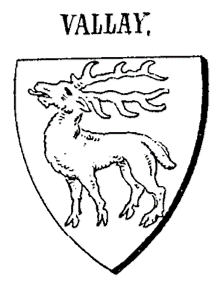
Wappen im Siegel von Graf Otto von Valley (1260 oder älter)

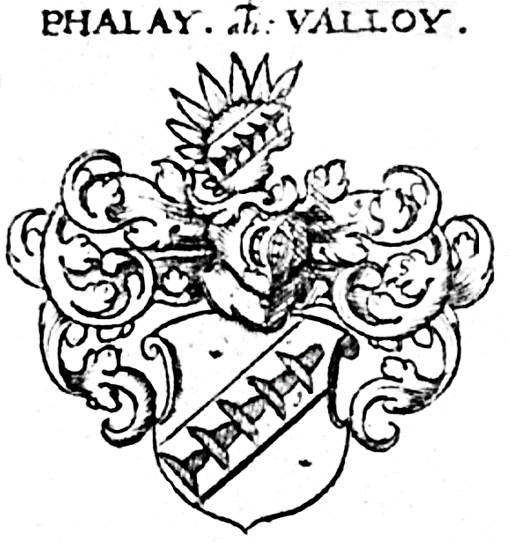
Wappen derer von Valley (Phalay, Valloy) bei Johann Siebmacher

Die Grafen von Valley (auch: Phalay, Vallay, Valai, Valloy o. ä.) [faˈlaɪ] waren ein Seitenzweig der Dachauer Linie der Grafen von Scheyern, deren Hauptlinie seit 1124 die Wittelsbacher sind. Sitz des Zweiges war Valley am Oberlauf der Mangfall im Landkreis Miesbach. Ihr Sitz, die Burg Valley, existiert heute nicht mehr.

## Geschichte
Erstmals tritt am 16. Oktober 1102 Otto de Grube (benannt nach Grub am Mangfallknie, aber auch Otto von Dachau oder Otto de Ualein genannt) als Zeuge für den Bischof Heinrich I. von Freising in der Gründungsurkunde des Klosters Dietramszell auf. Er war ein Sohn von Arnold I. von Scheyern aus dem Hause der Grafen von Scheyern und der Beatrix von Reipersberg, Erbtochter der Grafschaft Dachau. Durch seine Heirat mit Adelheid von Weilheim kam er an das Erbe Grub der Sachsenkamer. Er hat seinen Sitz von der Burg Grub in die neue Burg Valley verlegt, nach der sich auch seine Nachfolger nannten.

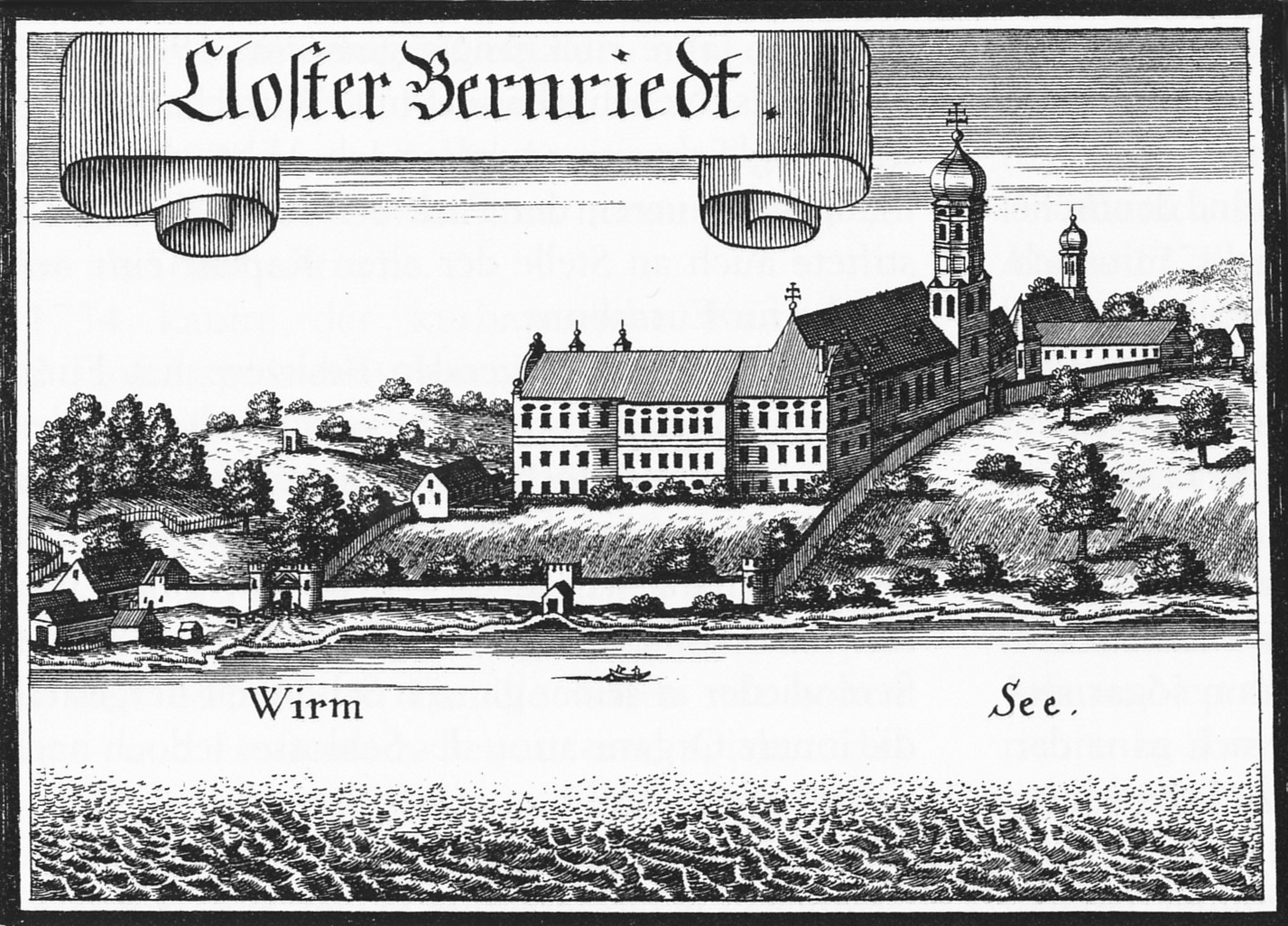
Kloster Bernried um 1700 nach einem Stich von Michael Wening

Die Grafen von Valley gründeten 1121 das Augustinerchorherrnstift Bernried am Starnberger See und waren bis zu ihrem Aussterben im Mannesstamm 1268 auch Vögte dieses Klosters. Ihr Einflussbereich reichte bis in das Pustertal, wo sie vom Freisinger Bischof in der zweiten Hälfte des 12. Jahrhunderts mit der Vogtei über das Kloster Innichen betraut wurden. Für diese Familie war eine welfentreue Gesinnung typisch.
Seine beiden Kinder, Konrad I. und Mathilde, heirateten beide in das Geschlecht der Morit-Greifenstein ein. Otto II. aus der Ehe Konrad I., trat 1165 die Nachfolge seines Onkels Arnold von Greifenstein als Vogt des Kosters Innichen an. Mathilde gilt zusammen mit ihrem Gemahl als die Gründerin des Klosters St. Maria in der Au. Konrad II. heiratete in die Familie der Ortenburger ein, einem der einflussreichsten Geschlechtern in Bayern. Die Schwester Konrad II., Mathilde, war zweimal verheiratet, einmal mit Graf Siegfried von Lebenau und danach mit dem Hochfreien Heinrich von Trixen.
Nach dem letzten der Familie, Otto III. von Valley, zog die herzogliche Linie der Wittelsbacher die Besitzungen an sich. Die Burg Valley wurde an Ministerialen vergeben.
Die Besitzungen der Grafen von Valley waren weit gestreut; feste Grenzen einer Grafschaft („Mangfallgrafschaft“) lassen sich nicht ziehen. Schwerpunkte waren Scheyern, Dachau und Valley sowie Besitzungen im Inn- und Pustertal. Die Grafen von Valley hatten ihre Grablege im Kloster Schäftlarn. Dieses Stift, aber auch Kloster Weihenstephan, Kloster Bernried, Kloster Benediktbeuern und Stift St. Paul im Lavanttal, wurden von der Familie mit zahlreichen Schenkungen gefördert.

## Stammliste
N.N.

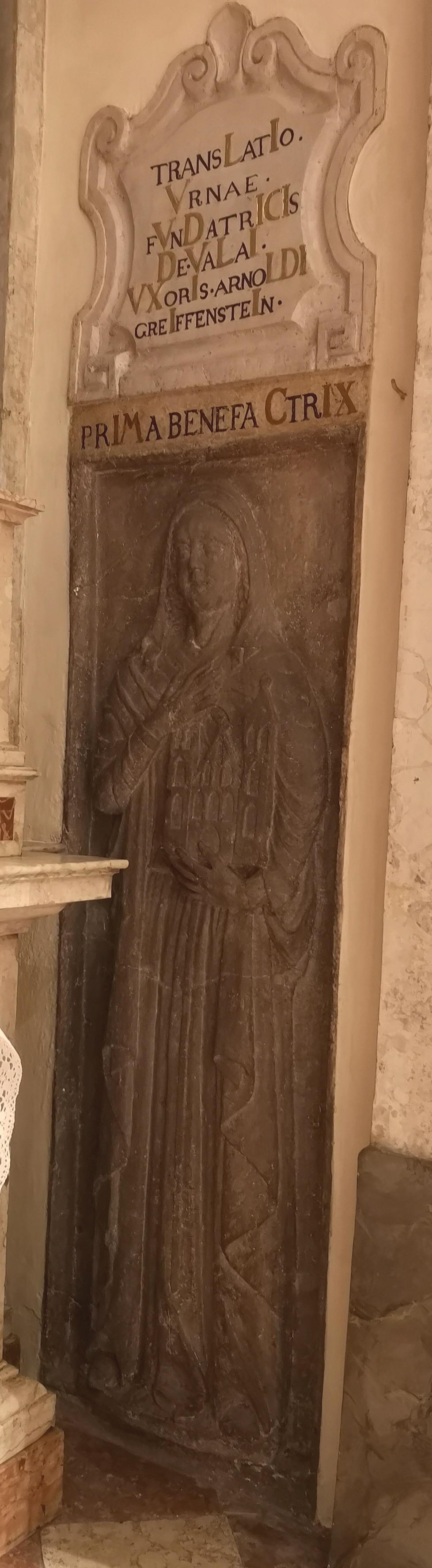
Grabplatte der Mathilde von Valley, heute in der Abtei Muri-Gries

- Arnold von Dachau ⚭ Beatrix von Reipersberg
  - Konrad I. von Dachau, † nach 5. November 1130
  - Arnold II. von Dachau, † vor 25. April 1124
  - Friedrich I. von Dachau, † vor 25. April 1124
  - Beatrix von Dachau († um 1128) ⚭ Berthold I. von Burgeck
  - Otto I. von Dachau-Valley ⚭ Adelheid von Weilheim, Tochter des Gebino I. von Weilheim
    - Mathilde, † 24. November nach 1170 ⚭ Bozener Arnold Grafen von Morit-Greifenstein, † 19. August 1174
    - Gebhard, † 11. Mai nach 1142
    - Konrad I., † 28. April 1162, ⚭ Agnes von Morit-Greifenstein, † 17. Oktober vor 1162
      - Otto II. † 1172
      - Konrad II., † vor 1200 ⚭ Mathilde von Ortenburg (Tochter von Rapoto I. von Ortenburg) und der Elisabeth von Sulzbach, Tochter des Gebhard von Sulzbach, † um 1190
        - N.N. Tochter, ⚭ Siboto V. von Falkenstein, † 1222 oder 1126
        - Otto III., † 1268 (ultimus familiae)
        - Agnes, † 19. Januar um 1215, ⚭ Otto IV. von Moosen/Grünbach, † 31. Juli 1247
          - Agnes von Moosen/Grünbach, † 3. Oktober 1277, erste Äbtissin von Kloster Seligenthal
          - Liutgardis von Moosen/Grünbach, zweite Äbtissin von Kloster Seligenthal

      - Mathilde, † um 1195/1200,
⚭ (I) Siegfried von Lebenau, † 23. August 1164
⚭ (II) Heinrich von Trixen
        - (I) Otto I. (Lebenau), † 8. März (verm.) 1205, ⚭ (I) Eufemia von Dornberg, (II) ⚭ Sophie von Plain
        - (I) Siegfried III., † 12. März 1190, ⚭ Kunigunde
        - (II) Cholo, † nach 1221
        - (II) Gottfried, † nach 1212
        - (II) Otto, † nach 1220
        - (II) Heinrich, † nach 1221
        - (II) Albert

## Wappen
Blasonierung des Siegels von Graf Otto von Valley (1260 oder früher): Ein stehender, rechtssehender Hirsch. Tingierung und Helmzier sind nicht überliefert.
Blasonierung des Wappens der Grafen von Valley: In Silber ein goldener, schräglinker (oder schrägrechter) Balken, belegt mit schwarzen, ineinander gesteckten Trinkbechern. Auf dem Helm ein silberner, geschlossener Flug, belegt wie der Schild. Die Helmdecken sind silbern-golden.
Das Wappen der Grafen von Valley wurde später in das Wappen der Grafen von Rheinstein-Tattenbach aufgenommen. Es findet sich unten in dem geteilten Herzschild und auf Helm IV. Hintergrund war das 1656 an die Grafen von Rheinstein-Tattenbach vergebene Prädikat „Grafen von Valley“.
Auch im vermehrten Wappen der Kurz, Freiherren von Senftenau, Grafen von Valley wurde das Wappen derer von Valley aufgenommen. 

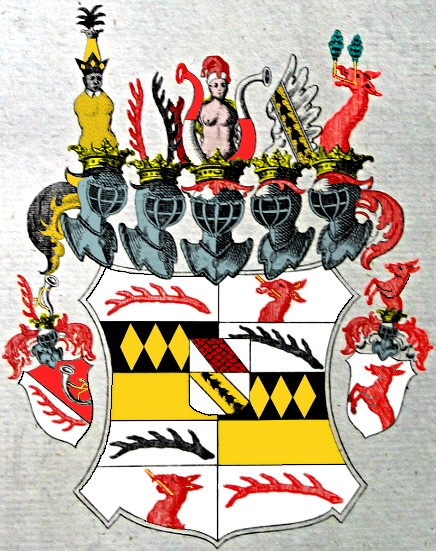
Wappen der Grafen von Rheinstein und Tattenbach (vor 1776)
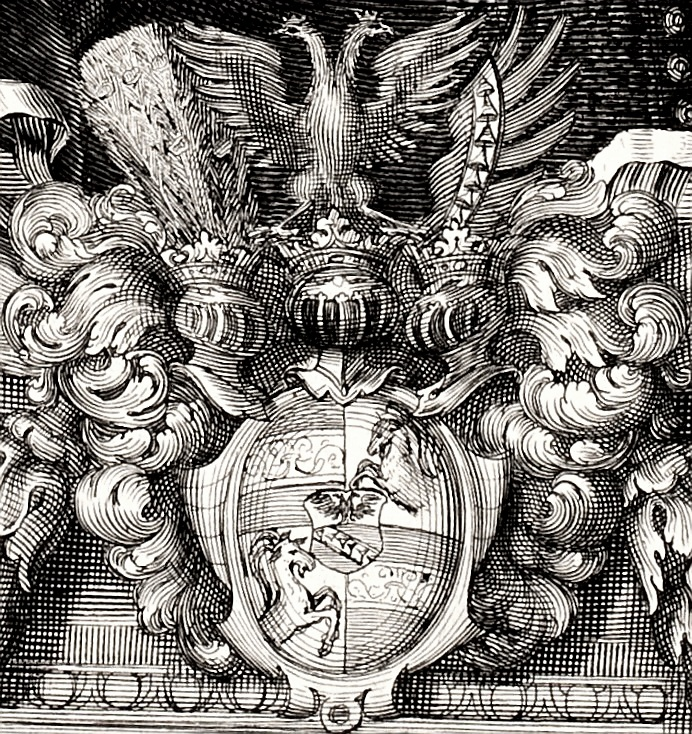
Wapen der Kurz von Senftenau, Grafen zu Valley (um 1638)